# الثقافي (مدينة البيضاء)

تعديل مصدري - تعديل

حارة الثقافي هي إحدى حارات مدينة مدينة البيضاء أحد مدن محافظة البيضاء، بلغ تعداد سكانها 3750 نسمة حسب تعداد اليمن لعام 2004.